# Will the Real Martian Please Stand Up?
"Will the Real Martian Please Stand Up?" is een aflevering van de Amerikaanse televisieserie The Twilight Zone.

## Plot

### Opening
Wintry February night, the present. Order of events: a phone call from a frightened woman notating the arrival of an unidentified flying object, and the check-out you've just witnessed with two state troopers verifying the event, but with nothing more enlightening to add beyond evidence of some tracks leading across the highway to a diner. You've heard of trying to find a needle in a haystack? Well, stay with us now and you'll be a part of an investigating team whose mission is not to find that proverbial needle, no, their task is even harder. They've got to find a Martian in a diner, and in just a moment you'll search with them, because you've just landed in the Twilight Zone.
— Rod Serling

### Verhaal
Gedurende een sneeuwstorm onderzoeken twee politieagenten de melding dat er in de omgeving een vreemd voorwerp, mogelijk een UFO, zou zijn neergestort. Ze volgen voetstappen van de plaats van de crash naar een restaurant. Daar bevindt zich een groep buspassagiers die op zijn naar Boston. Ze wachten tot de weg weer vrij is. Hoewel de buspassagiers de enige gasten in het restaurant zijn, hebben ze wel door dat er opeens een persoon meer is dan toen ze nog in de bus zaten. Wanneer ze horen van de UFO, beginnen ze elkaar ervan te verdenken een vermomde alien te zijn. Maar wanneer de melding komt dat de weg weer vrij is, vergeten ze hun achterdocht en vertrekken.
Kort hierop keert een van hen, een zakenman, terug naar het restaurant. Hij vertelt de kok dat de bus een ongeluk heeft gehad toen een brug instortte. Alle inzittenden en de politieagenten zijn hierbij omgekomen. De kok is achterdochtig omdat de man blijkbaar niets mankeert, terwijl hij zelf ook in de bus zat. Hierop toont de zakenman dat hij een derde arm heeft: hij is de alien. Hij vertelt de kok dat hij van Mars komt. Spoedig zullen er meer van zijn soort volgen om op aarde een kolonie te stichten.
Hierop barst de kok in lachen uit. Hij zet zijn muts af en toont zo dat hij een derde oog op zijn voorhoofd heeft: hij is zelf ook een alien, maar dan van Venus. Volgens hem zijn de Martianen te laat: de Venusianen hebben al een kolonie op aarde gesticht. De Martiaanse vloot is reeds vernietigd op hun weg naar de aarde.

### Slot
Incident on a small island, to be believed or disbelieved. However, if a sour-faced dandy named Ross or a big, good-natured counterman who handles a spatula as if he'd been born with one in his mouth, if either of these two entities walks onto your premises, you'd better hold their hands - all three of them - or check the color of their eyes - all three of them. The gentleman in question might try to pull you into... the Twilight Zone.
— Rod Serling

## Rolverdeling
- Barney Phillips: kok / Venusiaan
- John Hoyt: zakenman / Martiaan
- Jack Elam: Avery
- William Kendis: buschauffeur
- John Archer: agent Bill Padgett
- Bill Erwin: Peter Kramer
- Jean Willes: Ethel McConnell
- Morgan Jones: Agent Dan Perry
- Gertrude Flynn: Rose Kramer
- Jill Ellis: Connie Prince
- Ron Kipling: George Prince

## Trivia
- Barney Phillips speelde ook mee in The Purple Testament, A Thing About Machines en Miniature.
- Deze aflevering staat op volume 41 van de dvd-reeks.
- Het verhaal van deze aflevering was gebaseerd op een ouder script van Rod Serling getiteld "The Night of the Big Rain". Oorspronkelijk zou de aflevering "Nobody Here but Us Martians" gaan heten.
- John Hoyt speelde eerder al mee in The Lateness of the Hour.